# رابرت گلگر
رابرت گلگر (انگلیسی: Robert G. Gallager؛ زادهٔ ۲۹ مهٔ ۱۹۳۱) یک دانشمند رایانه در زمینه نظریه اطلاعات و شبکه مخابراتی اهل ایالات متحده آمریکا است.
گلگر در سال ۱۹۷۹ به دلیل مشارکت در تئوری و عمل‌کدگذاری و ارتباطات به عضویت آکادمی ملی مهندسی (NAE) انتخاب شد. او همچنین در سال ۱۹۶۸ به عنوان عضو مؤسسه مهندسان برق و الکترونیک، در سال ۱۹۹۲ به عضویت آکادمی ملی علوم (NAS) و در سال ۱۹۹۹ عضو آکادمی علوم و هنر آمریکا (AAAS) انتخاب شد. او در سال ۱۹۸۳ جایزه کلود شانون را از انجمن تئوری اطلاعات مؤسسه مهندسان برق و الکترونیک دریافت کرد.
وی همچنین جوایزی همچون کمک‌هزینه گوگنهایم، مدال صدمین سالگرد مؤسسه مهندسان برق و الکترونیک در سال ۱۹۸۴، مدال افتخار آی‌تریپل‌ئی در سال ۱۹۹۰ «برای کمک‌های اساسی به تکنیک‌های کدگذاری ارتباطات»، جایزه مارکونی در سال ۲۰۰۳، و جایزه دایکسترا در سال ۲۰۰۴ را از جمله افتخارات دیگرش دریافت کرد.

## زندگی‌نامه
گالاگر مدرک کارشناسی مهندسی را در سال ۱۹۵۳ از دانشگاه پنسیلوانیا دریافت کرد. او در سال‌های ۱۹۵۳-۱۹۵۴ یکی از اعضای کادر فنی آزمایشگاه‌های بل بود و سپس در سال ۱۹۵۴-۱۹۵۶ در سپاه سیگنال ارتش ایالات متحده خدمت کرد. او به تحصیلات تکمیلی در موسسه فناوری ماساچوست (MIT) بازگشت و مدرک S.M. را در سال ۱۹۵۷ و Sc.D. در سال ۱۹۶۰ در رشته مهندسی برق دریافت کرد.